# Kevin Shields

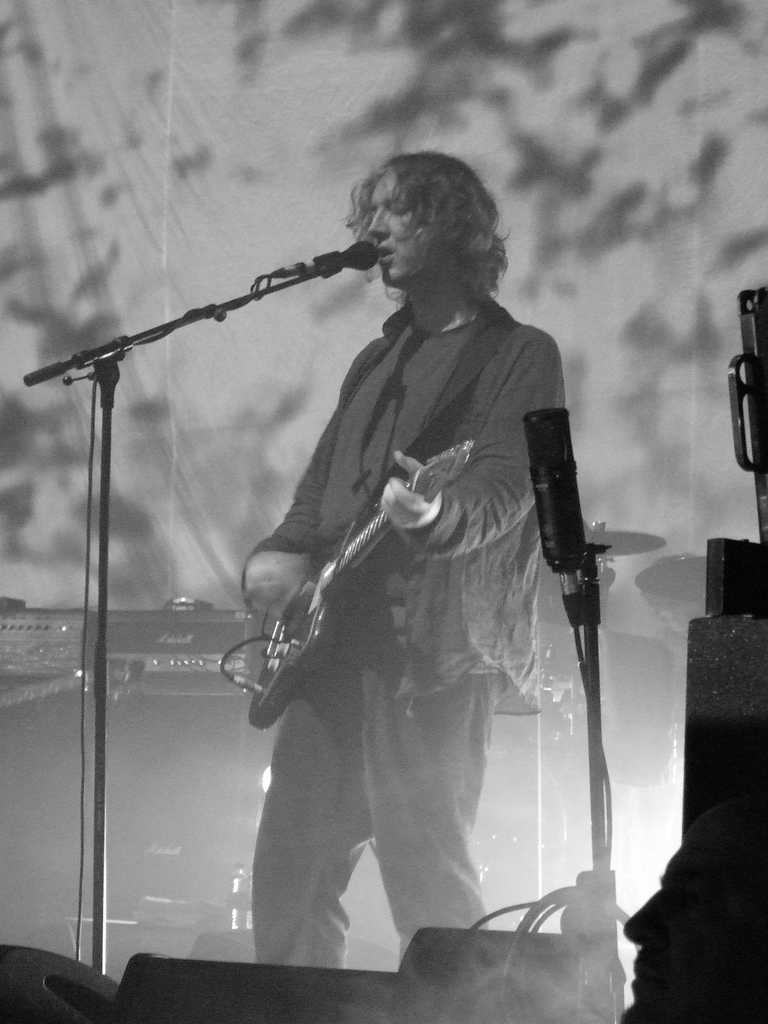
Kevin Shields, 2008

Kevin Shields (* 21. Mai 1963 in Queens, New York City) ist ein US-amerikanischer Sänger, Gitarrist und Musikproduzent. Er ist vor allem als Frontmann von My Bloody Valentine bekannt.

## Biografie
Shields, der in den USA geboren wurde und die US-amerikanische Staatsbürgerschaft besitzt, wanderte als Neunjähriger mit seiner Familie in die irische Stadt Dublin aus. Dort lernte er Colm O’Ciosoig kennen. Mit ihm spielte er in verschiedenen Bands und 1984 gründeten sie zusammen mit Dave Conway die Gruppe My Bloody Valentine.
Bei Creation Records wurden mehrere EPs und Alben veröffentlicht. Der immer weiter steigende Perfektionismus Shields führte dazu, dass die Plattenfirma durch die Produktion des Albums Loveless (14 verschiedene Tonmeister arbeiteten mit) beinahe pleiteging. 1991 wurde ein Plattenvertrag bei Island Records unterschrieben. Als allerdings über 500.000 £ ausgegeben wurden, ohne dass nennenswerte Ergebnisse vorgelegt wurden, wurde der Vertrag gekündigt, und die Band zerfiel. Gerüchte um eine Reunion von My Bloody Valentine gab es immer wieder, im Februar 2013 schließlich erschien dann doch das Comeback-Album mbv.
Shields nutzte die Auszeit der Band, um mit Experimental Audio Research, Curve, Dinosaur Jr., Yo La Tengo, Mogwai und Primal Scream als Gastmusiker oder als Produzent und Remixer zu arbeiten. Für Lost in Translation, den Film von Sofia Coppola, schrieb er einige Lieder. 2005 spielte er auf dem Meltdown Festival zusammen mit Patti Smith.
Kevin Shields’ Bruder Jimi Shields ist ebenfalls als Musiker aktiv und spielte bei Rollerskate Skinny und Lotus Crown.

## Trivia
Das Musikmagazin Rolling Stone setzte Shields auf Platz 95 der Rolling Stone's List of the 100 Greatest Guitarists of All Time.